# Комерио
Комѐрио (на италиански: Comerio; на ломбардски: Cumer, Кумер) е малко градче и община в Северна Италия, провинция Варезе, регион Ломбардия. Разположено е на 380 m надморска височина. Населението на общината е 2871 души (към 2017 г.).